# New Freeport
New Freeport es un lugar designado por el censo ubicado en el condado de Greene en el estado estadounidense de Pensilvania. En el Censo de 2010 tenía una población de 112 habitantes y una densidad poblacional de 105,45 personas por km².

## Geografía
New Freeport se encuentra ubicado en las coordenadas 39°45′34″N 80°25′40″O / 39.75944, -80.42778. Según la Oficina del Censo de los Estados Unidos, New Freeport tiene una superficie total de 1.71 km², de la cual 0 km² corresponden a tierra firme y (0%) 0 km² es agua.

## Demografía
Según el censo de 2010, había 112 personas residiendo en New Freeport. La densidad de población era de 105,45 hab./km². De los 112 habitantes, New Freeport estaba compuesto por el 98.21% blancos, el 0% eran afroamericanos, el 0% eran amerindios, el 0% eran asiáticos, el 0% eran isleños del Pacífico, el 0.89% eran de otras razas y el 0.89% pertenecían a dos o más razas. Del total de la población el 0.89% eran hispanos o latinos de cualquier raza.